# Колективна поведінка тварин

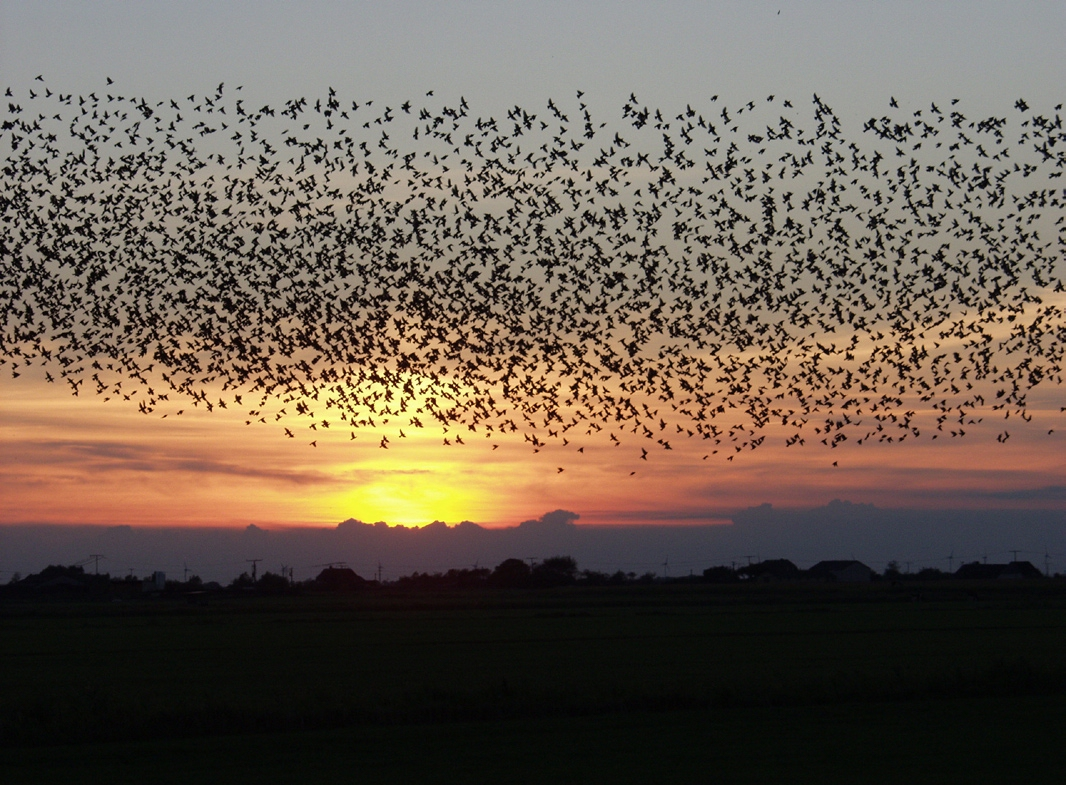

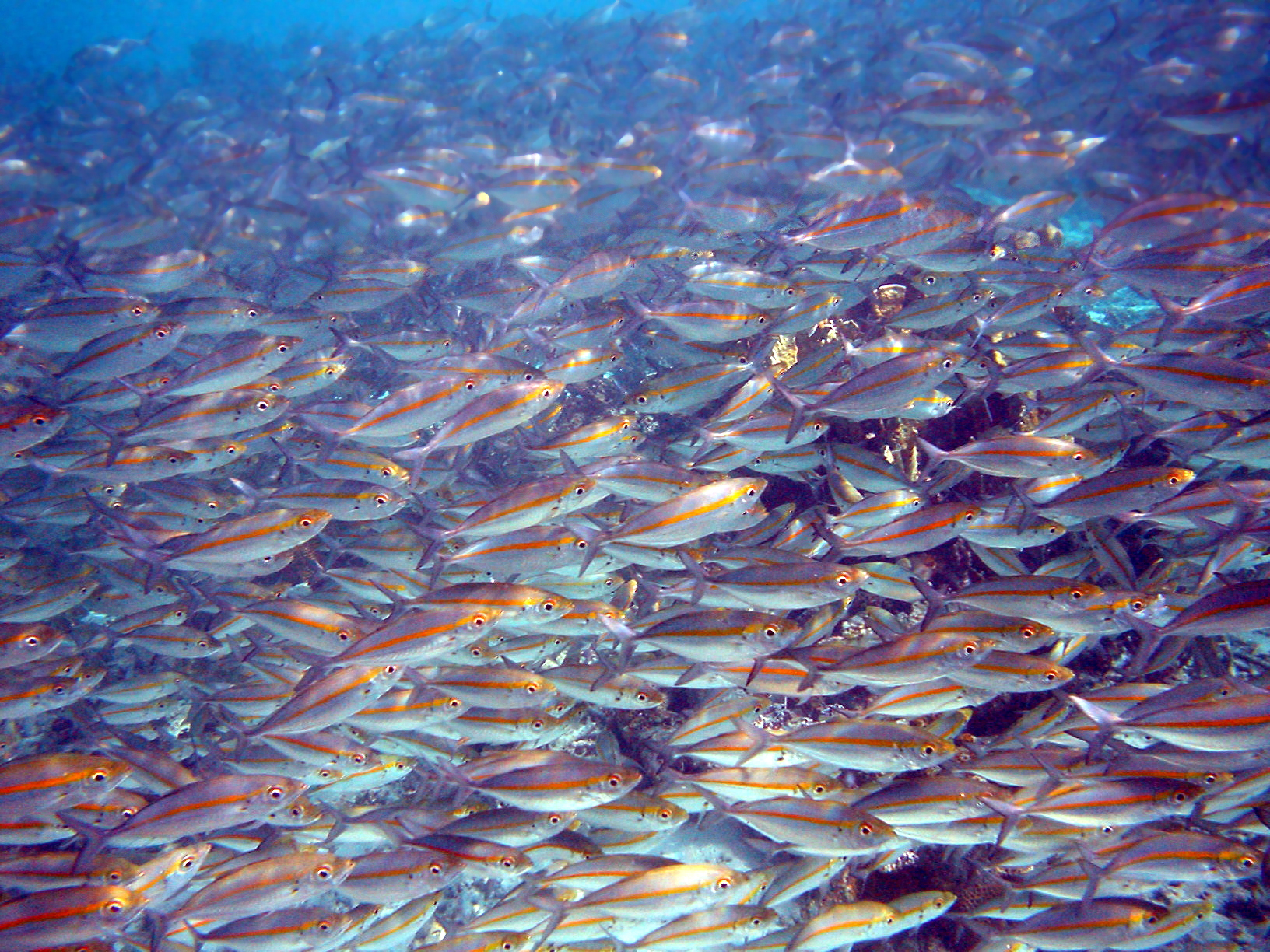

Колективна поведінка тварин — узгоджена поведінка великих груп схожих тварин, що характеризується виникненням нових властивостей (емерджентністю) в цих групах, не притаманних будь-якій особині в групі. Узгодження поведінки дозволяє окремим особинам зменшити витрати енергії та отримати інші вигоди від членства в групі за рахунок передачі інформації по всій групі, колективного прийняття рішень, синхронізації руху.
Вивчення принципів колективної поведінки тварин має безпосереднє відношення до розв'язання багатьох інженерних проблем людини. Наприклад, визначення правил, за якими в групі тварин приймаються рішення, оптимальні з точки зору групи, надає ідеї до розв'язання складних оптимізаційних задач, задач з управління групами мікророботів, таких як БпЛА, управлінні складними проектами (наприклад такими, як Вікіпедія) тощо.
У окремих видів тварин функції колективної поведінки виявляються на соціально-генетичному рівні. Наприклад, експерименти з окремими рибами показали, що після вилучення з групи особини мають вищу частоту дихання, ніж ті, що лишились в групі. Цей ефект був частково пов'язаний зі стресом через вилучення, хоча більш важливою була відсутність гідродинамічної комунікації з іншими особинами групи. Таким чином заспокійливий ефект від перебування у групі визначає соціальну мотивацію для утворення груп. Оселедець, наприклад, стає дуже збудженим, якщо його ізолювати від родичів. Перебування у групі також сприяє репродуктивній функції, оскільки забезпечує більш широкий доступ до потенційних партнерів.
Тварини у великих групах стикаються з необхідністю прийняття рішень, спрямованих на задоволення власних потреб та на задоволення потреб групи, включаючи збереження групи, як такої. Наприклад, риби визначають, в якому напрямку плисти, зіткнувшись з хижаком, щоб оминути його та не відбитися від групи.
Якщо перебування у групі окремих видів риб сприяє їх безпеці, то окремі види великих птахів (журавлі, гуси, лебеді, баклани тощо) отримують користь від перебування у групі також у вигляді економії енергії під час перельотів. Для цього птахи в польоті шикуються «клином» або «гускою» так, щоб висхідні вихори з крил попереднього птаха потрапляли на крила наступного.
Колективна поведінка виявляється в тому, що намагаючись лишатися у групі, соціальні тварини приймають узгоджені рішення: комахи, такі як мурахи і бджоли, колективно вирішують, де будувати нове гніздо, стадо слонів — коли і куди мігрувати.
Механізми прийняття рішень є предметом дослідження. Можливо в окремих випадках більш сильні або досвідчені «лідери» виявляють вплив на інших, або ж група приймає рішення на основі консенсусу. Відповідь, ймовірно, залежить від виду.